# هورنی مارشوو
هورنی مارشوو (به چکی: Horní Maršov) یک منطقهٔ مسکونی در جمهوری چک است که در منطقه تروتنوف واقع شده‌است.